# فستیوال آزاد استون‌هنج
فستیوال آزاد استون‌هنج (انگلیسی: Stonehenge Free Festival) یک فستیوال آزاد موسیقی بریتانیایی بود که از سال ۱۹۷۴ تا سال ۱۹۸۴ در محل یادمان پیشاتاریخی استون‌هنج و در ۲۱ ژوئن (۳۱ خرداد) مقارن با انقلاب تابستانی برگزار می‌شد. در دههٔ ۱۹۸۰ این فستیوال به رویدادی عظیم مبدل شد تا جایی که در سال ۱۹۸۴ حدود ۳۰۰۰۰ نفر در آن شرکت کردند. در سال ۱۹۸۵ در اتفاق موسوم به نبرد بینفیلد درگیری بین شرکت‌کنندگان و پلیس بریتانیا به خشونت کشیده شد و از ادامهٔ کار این فستیوال ممنوعیت به عمل آمد.